# عمار (فلم)
عمار (بالإنجليزية: Ammar) فيلم قصير سعودي نشر على يوتيوب شوهد في يوم نشره أكثر من 250 ألف مرة وفي أقل من خمسة أيام من نشره شوهد أكثر من 540 ألف مرة. وحتى يناير 2017 بلغ 2,130,725 مليون مشاهدة تقريبا.
يحكي الفيلم قصة الشاب عمار بوقس الذي أصيب في صغره بالمرض النادر فيردنج هوفمان الذي يسبب شلالا كليا، لكنه تمكن من إكمال تعليمه والتخرج من الجامعة بمرتبة شرف ثم العمل صحفيا في صحيفة عكاظ السعودية.